# Roi Heenok
Roi Heenok, de son vrai nom Henoc Beauséjour, né le 18 novembre 1973 en Haïti, est un rappeur et auteur-compositeur-interprète haïtiano-canadien originaire de Montréal, devenu célèbre en 2004 grâce à son site web et ses vidéos dans lesquels il se présente comme le renouveau du gangsta rap francophone.
Un documentaire intitulé Les Mathématiques du Roi Heenok est réalisé par Romain Gavras et Mohamed Mazouz, sorti en 2008.

## Biographie

### Origines et jeunesse
Henoc Beauséjour naît en Haïti.

### Succès
Il se fait connaître en 2004 grâce à un buzz généré par son site web, comprenant de nombreuses vidéos. Sous le pseudonyme Roi Heenok, il se présente comme le renouveau du gangsta rap francophone et attire l'attention de certains médias français. Il se produit en concert à Paris le 24 novembre 2005 dans un club appelé le Paris Paris, le 10 juin 2008 au Social Club puis le 29 octobre 2008 au Point Éphémère, toujours à Paris.
Le 21 janvier 2008, Kourtrajmé publie le DVD d'un documentaire intitulé Les Mathématiques du Roi Heenok, réalisé par Romain Gavras et Mohamed Mazouz.
En avril 2008, le studio de Roi Heenok est perquisitionné par la police de Montréal après la découverte d'armes, de drogue et de quelques milliers de dollars. Roi Heenok et trois autres de ses acolytes sont arrêtés. Ses clips Internet tapageurs auraient attiré l'attention de la police,. Il est acquitté en 2013.

### Depuis 2010
En 2011, il prévoit une tournée en France afin de faire la promotion du documentaire Le Monde selon Roi Heenok. Son tourneur initial annule la tournée en raison d'un chantage de Jean-Marie Beauséjour, frère et manager de Roi Heenok, qui exige auprès du tourneur 2 000 euros pour que le rappeur se produise. Il effectue malgré tout sa tournée sans ce promoteur mais le prix des places augmente en conséquence. Il publie l'album Noirs et professionnels, le 12 décembre 2012 qui fait notamment participer GOD Part III, Raekwon et Alibi Montana.

## Critiques
Roi Heenok fait, ou a fait, l'objet de débats, notamment sur Internet, quant à sa véritable nature de rappeur. Lui-même affirme être un véritable MC, et est pris au sérieux sur ce point par certains médias français (notamment un article lui étant consacré par 20 minutes à l'occasion de son concert parisien), mais certains soupçonnent son activité musicale de n'être qu'un canular.

## Discographie

### Albums studio
- 2012 : Noirs et professionnels

### Mixtapes
- 2005 : Propagande américaine : la dose, la mixtape

- 2007 : Cocaïno Rap Musique Volume 1 (CD Mixé de Styles Libres Exclusifs)
- 2009 : Cocaïno Rap Musique Volume 2 : Édition Finale (double-album publié le 15 décembre chez Satellite Music)

### Singles
• 2009 : Nouveau rap mondial (maxi de deux titres en téléchargement légal sur Internet)
• 2019 : PNL (Pouvoir Narcotique Loyauté)
• 2019 : 38 spécial (featuring Freeze Corleone)
• 2019 : Hybride exo (featuring Alkpote)
• 2021 : Führer Heenoko

### Apparitions
- 2009 : Capitale du Crime Volume 2 (album de La Fouine)
- 2020 : High & Fines Herbes (album de Caballero & Jeanjass)
- 2020 : Boulangerie française, Vol.4 (album de DJ Weedim)
- 2020 : LMF (album de Freeze Corleone)
- 2020 : S/O le Flem (album de Django DKZ)
- 2021 : Misfit (album de Atili)
- 2021 : Midnight Heat (album de Lemy Leopard)
- 2022 : Nouvelle Ère (album de Osirus Jack)
- 2022 : Mange tes morts (album de Seth Gueko)
- 2022 : Le film : le commencement (album de Zuukou Mayzie)
- 2023 : Back to Back (album de Kaki Santana)
- 2024 : Sauron (album de Prince Fellaga)
- 2024 : SALGOAT (album de ElGrandeToto)
- 2025 : High & Fines Herbes - La saison 5 (album de Caballero & Jeanjass)
- 2025 : JUTSU (album de Tha Trickaz)

## Filmographie
- Les Mathématiques du Roi Heenok, DVD réalisé par le collectif Kourtrajmé, publié en France le 21 janvier 2008.
- Cocaïno Rap Musique le DVD, DVD réalisé par Amine Bouziane et Julien Lafont pour Stuff Productions, publié en France le 9 juin 2008.
- Le Monde selon Roi Heenok, DVD réalisé par Amine Bouziane et Julien Lafont pour Stuff Productions, publié en France le 7 février 2011. Ceci est le premier volume de la série des DVD Le Monde selon Roi Heenok.
- Le Retour du Roi Heenok au Queensbridge, réalisé par Henoc Beauséjour et Jeff Jean-Baptiste, filmé par Amine Bouziane et Julien Lafont, une collaboration de G&G, Stuff Productions et Short Cuts, publié sur YouTube à partir du 22 septembre 2012.